# Гиппострат I
Гиппострат I Сотер (*Ἱππόστρατος, д/н — бл. 55/50 до н. е.) — індо-грецький цар у Західному Пенджабі в 65/60 до н. е. — 55/50 до н. е. роках.

## Життєпис
Походив з династії Євтидемідів. Був сином царя Аполлодота II. Можливо наприкінці життя батька був його співволодарем. Близько 65 або 60 року до н. е. стає спадкоємцем Аполлодота II, посівши трон у Таксилі, а його брат Діонісій — у Східному Пненджабі. Гиппострат перебрав батьківський титул великого царя та почесне прізвисько Сотер (Рятівник).
Є численні дискусії стосовно відносин Гиппократа I з його братом. Можливо, останній визнав зверхність Гиппократа з огляду на його титул великого царя. На початку свого панування зумів істотно розширити володіння в Гандхарі та на південь у бік Сінду. На своїх монетах продовжив традиції карбування, яку запровадив його попередник: зображено царя з діадемою (кіннотно, стоячи) та Афіну Алкідему або тіхе з двомовними написами (кхароштхі та давньогрецькою — BASILEOS MEGALOU SOTEROS / IPPOSTPATOU і TRATASA MAHATASA JAYAMTASA HIPUSTRATASA). На бронзових монетах представлено Апполона й триногу, сидячого Зевса-Мітри і коня, змії та якась богиня.
Втім, у своїх амбіціях Гиппострат I стикнувся з індо-сакським царем Азесом I, який після тривалої боротьби завдав поразки індо-грекам. Зрештою Гиппократ загинув, ставши останнім індо-грецьким царем у західному Пенджабі. Владу тут посіли індо-скіфські володарі.